# Esben Hansen
Esben Hansen (født 10. august 1981 i Nykøbing Falster) er en tidligere dansk fodboldspiller, der primært spillede på den centrale midtbane.
Esben Hansens sidste klub var Lyngby Boldklub. Forinden havde han spillet for OB, som han første gang skrev kontrakt med i sommeren 2002. I august 2009 blev han udlejet ét år til Randers FC.
Esben har spillet en enkelt landskamp for Danmark mod Liechtenstein i en EM-kvalifikationskamp i 2007.
Han har desuden spillet to kampe for U/21-landsholdet i 2003 mod henholdsvis Luxembourg og Ukraine.
Esben er i dag advokatfuldmægtig hos Lund Elmer Sandager advokatfirma[kilde mangler], og arbejder derudover for TV-stationerne CANAL8 og CANAL9 som ekspert og kommentator i forbindelse med kanalernes fodbolddækning.[kilde mangler]

## Spillerkarriere
- 1988-2000: B. 1921
- 2000-2002: Nykøbing Falster Alliancen
- 2002-2007: Odense Boldklub, 172 kampe og 10 mål, Superligaen[1]
- 2007-2007: 1. FC Kaiserslautern
- 2008-2009: Odense Boldklub
- 2009-2010: Randers FC (leje)
- 2010       Lyngby Boldklub